# غاستون ثورن

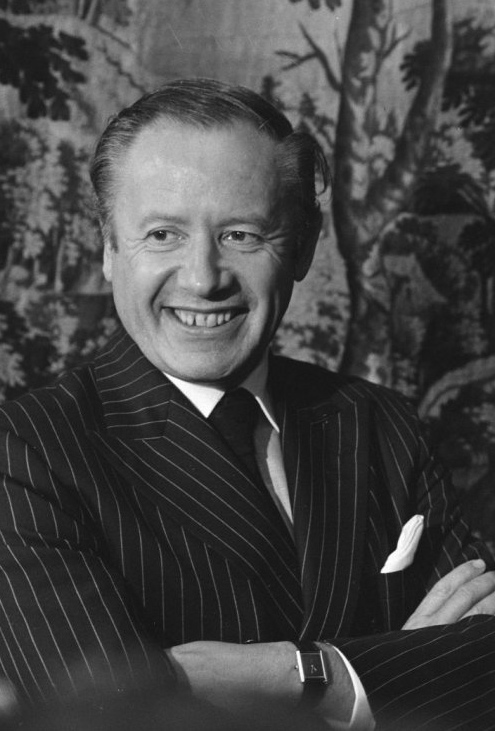
غاستون إغموند ثورن

غاستون إغموند ثورن، (3 سبتمبر 1928 - 26 أغسطس 2007) كان سياسياً من لوكسمبورغ خدم في عدد من المناصب الرفيعة المستوى، محلياً ودولياً. ومن بين المناصب التي شغلها كان رئيس وزراء لوكسمبورغ العشرين (1974-1979) ورئيس الجمعية العامة للأمم المتحدة (1975) والرئيس السابع للمفوضية الأوروبية (1981-1985).

## الحياة المهنية
ولدت ثورن في مدينة لوكسمبورغ. ومع ذلك قضى طفولته المبكرة في ستراسبورج حيث كان والده يعمل في السكك الحديدية الفرنسية. عند اندلاع الحرب العالمية الثانية، عادت العائلة إلى لوكسمبورج. بينما كان لا يزال في المدرسة شارك في أنشطة المقاومة خلال الاحتلال الألماني، وأمضى عدة أشهر في السجن. بعد الحرب درس في البداية الطب في مونبلييه، ثم تحول إلى القانون، وواصل دراسته في لوزان وباريس، ومارس القانون في لوكسمبورغ منذ عام 1955. في عام 1957 تزوج من ليليان بيتيت، وهو صحفي. دخل السياسة في عام 1959 ، ويمثل الحزب الديمقراطي الليبرالي. كان عضوًا في البرلمان الأوروبي في الفترة من 1959 إلى 1969. كان رئيسًا للحزب الديمقراطي من 1962 إلى 1969. من عام 1961 إلى عام 1963 كان أحد أعضاء مجلس مدينة مدينة لوكسمبورج.
كان ثورن وزير الخارجية ووزير التجارة الخارجية في لوكسمبورغ من 1969 - 1980 ، ورئيس الوزراء من 1974 - 1979 ووزير الاقتصاد من 1977 إلى 1980. وكان أيضًا رئيسًا للجمعية العامة للأمم المتحدة من 1975 إلى 1976 في دورته الثلاثين.
وبصفته رئيساً للوزراء من 1974 إلى 1979 ، ترأس ائتلافاً اشتراكياً - ليبرالياً، بين حزبه الديمقراطي وحزب العمال الاشتراكي في لكسمبرغ. كانت هذه أول حكومة لوكسمبورغ منذ الحرب العالمية الثانية التي لم تشمل حزب الشعب الاجتماعي المسيحي المسيطر (CSV) ، وبالمثل، كان أول رئيس وزراء غير CSV منذ الحرب. ومن المثير للاهتمام، أنه كان رئيس الحكومة على الرغم من أن حزبه كان لديه مقاعد أقل في المجلس التشريعي من شريكه في الائتلاف.

## روابط خارجية
- غاستون ثورن على موقع مونزينجر (الألمانية)
- غاستون ثورن على موقع إن إن دي بي (الإنجليزية)